# Çöl Beşdəli
Çöl Beşdəli (ryska: Chël’-Beshdali) är en ort i Azerbajdzjan.   Den ligger i distriktet Sabirabad Rayonu, i den sydöstra delen av landet, 110 km sydväst om huvudstaden Baku. Antalet invånare är 1 296.
Terrängen runt Çöl Beşdəli är mycket platt. Närmaste större samhälle är Şirvan, 13,0 km öster om Çöl Beşdəli.
Trakten runt Çöl Beşdəli består till största delen av jordbruksmark. Runt Çöl Beşdəli är det ganska tätbefolkat, med 80 invånare per kvadratkilometer.